# Alsóbogáta
Alsóbogáta (románul Bogata de Jos, németül Reichdorf) falu Romániában, Kolozs megyében.

## Fekvése
Déstől nyugat – északnyugatra, a Bogáta-patak völgyében, Révkolostor és Felsőbogáta között fekvő település.

## Története
Első írásos említése 1315-ből származik, ekkor Bogach, Bogath, majd 1325-ben prelidum Bogath néven, mint Csicsó vár tartozéka szerepelt. 1387-ben a Bánffyak kapták meg. 1392-ben Alsóbogát néven volt említve, 1467-ben Bogáthot Mátyás király elkobozta a Bánffyaktól és szerdahelyi Imrefi Györgynek és fiainak adta. 1553-ban Olah-Bogath néven volt említve, 1577-ben-ben újra a Bánffyak birtoka, majd a 17-18. században a Sárközi, Kendeffy és Bethlen családoké volt. Mára magyar lakossága kihalt.
1873-ban Bogáta (Oláh) néven Belső-Szolnok vármegye, Alparéti járásához tartozott. 1910-ben 633 román lakosa volt, 1956-ban 739. 1919-ig Szolnok-Doboka vármegye dési járásához tartozott.

## Nevezetességek
- Görögkatolikus  fatemploma – 1795-ben épült.